# 알레비온
알레비온(고대 그리스어: Ἀλεβίων) 또는 알비온(고대 그리스어: Ἀλβίων)은 그리스 신화에 나오는 인물로, 포세이돈의 아들이며 베르기온의 형제이다. 헤라클레스가 제10업인 게리온의 소를 얻고 이베리아에서 미케네로 돌아가는 길에 이 두 형제의 땅(오늘날의 이탈리아 북부 리구리아)을 지나가게 되었다. 그러자 두 형제는 대군을 동원해 헤라클레스를 공격했다. 불리해진 헤라클레스는 아버지 제우스에게 도움을 청했고, 제우스의 가호를 받은 헤라클레스가 싸움에 이기고 알레비온과 베르기온 형제는 죽임을 당했다.
허큘리스자리의 자세가 어중간한 것은 이때 헤라클레스가 제우스에게 빌기 위해 무릎을 꿇었던 모습을 묘사한 것이기 때문이다.